# José Luis Guerra
José Luis Guerra, conocido popularmente como Pepe Guerra (Treinta y Tres, 31 de octubre de 1943 -  13 de junio de 2024), fue un cantante, compositor y guitarrista uruguayo de música popular.   
Integrante del legendario dúo Los Olimareños junto a Braulio López, alcanzó una notable popularidad en los años sesenta y tuvo que exiliarse durante la dictadura cívico-militar uruguaya que se estableció en 1973. Poco antes de su exilio, inició una exitosa carrera solista que le otorgó fama internacional. El regreso del dúo al país, una vez terminado el régimen dictatorial, fue un evento de enorme simbolismo que culminó con un multitudinario concierto en el Estadio Centenario.
Pepe fue uno de los músicos populares más destacados de su país. Con más de sesenta años de carrera, publicó once álbumes como solista y más de veinte como integrante de Los Olimareños.

## Biografía
Nacido en Treinta y Tres, al este del Uruguay, comenzó a cantar a los 13 años, en peñas y festivales locales. Alrededor de los 18 años, conoce a Braulio López, músico de la misma zona, con quien comienza a tocar de forma habitual. 

### Los Olimareños
Alrededor de 1962, forma junto a Braulio López el dúo Los Olimareños, inicialmente integrado también por el cantante y guitarrista popular Waldemar Sasías. En esa primera etapa, cumplió un rol fundamental el poeta Rúben Lena, también oriundo de Treinta y Tres, quien escribió letras de varias de las canciones del dúo. Es también significativo el aporte del Salteño Víctor Lima, quien por ese entonces estaba radicado en Treinta y Tres y que tenía un vínculo muy importante con el Rubio Lena. Durante su trayectoria, el dúo graba cerca de treinta canciones de Lima, y otras tantas de Rúben Lena, entre ellas, "A don José", uno de sus primeros éxitos masivos.
Desde entonces, Los Olimareños fueron parte del primer movimiento del canto popular uruguayo, junto a Alfredo Zitarrosa, Daniel Viglietti, José Carbajal, Numa Moraes, entre otros, y lograron reconocimiento nacional e internacional, editando gran cantidad de LP y simples.
Luego del golpe de Estado de 1973 y el advenimiento del régimen militar en Uruguay, la música de Los Olimareños, así como la de gran cantidad de artistas fue prohibida. Durante los primeros años, fue perseguido y prohibido en actos públicos.

### Carrera solista
Hacia 1977 inicia su carrera solista y publica el disco Ta llorando. Un año después, se exilia en España y México y vuelve a formar dúo con Braulio López. 
En 1982, graba en España un disco de tango y poesía titulado Conversando con el tango, publicado años después en Uruguay con el nombre De chamuye con el tango.
El 18 de mayo de 1984, cuando la dictadura estaba llegando a su fin, el dúo vuelve a Uruguay y son recibidos por cerca de un millar de personas en el Aeropuerto Internacional de Carrasco. Después de años de silencio, cantaron en el Estadio Centenario, bajo una fuerte lluvia, para unas 50.000 personas.
En 1990 el dúo se disuelve, y ambos continúan sus carreras como solistas. Ese año publica el disco La voz de Pepe Guerra y dos años después Verde esperanza, ambos certificados como discos de Oro. En el Festival del Reencuentro de Treinta y Tres de 1992 recibe la Guitarra Olimareña, premio entregado por la Intendencia a personas oriundas de ese departamento, destacadas en el ámbito artístico.
Por esos años, emprende giras por Argentina, México, Chile, Australia, España, Suecia y Estados Unidos. En 1995 aparece el álbum El que siembra su maíz, al que le seguirá Corazón del sur, de 1999, y Gardel Posta Posta (junto a Vera Sienra y Pablo Estramín, en 2002). En 2007, edita un DVD doble llamado La canción de nosotros, conteniendo un recital y un documental sobre el artista. El mismo se convirtió en disco de oro, y su recaudación fue destinada al Hospital de Treinta y Tres. Diez años después, publica el álbum 40 años (en vivo), a partir de un concierto homenaje a su trayectoria solista.
En 2009 se reencuentro con Braulio López para tocar en el Estadio Centenario, ante 18.000 espectadores, en conmemoración del 25º aniversario del histórico recital a su regreso del exilio. Debido a la gran demanda de entradas, el dúo acordó realizar otro concierto al día siguiente. Asimismo, el concierto quedó registrado en CD y DVD. 
Luego de estos dos conciertos, se acordó un tercer concierto que se dio el 12 de junio de 2009 en el Luna Park de Buenos Aires. Posteriormente, realizaron un cuarto recital, el 15 de agosto de 2009 en el estadio Orfeo de la ciudad argentina de Córdoba, ante 10.000 espectadores. El marzo del 2010, Los Olimareños dieron un concierto en los festejos de la asunción del presidente de la república José Mujica. En enero de 2012, el dúo tocó en los festejos del centenario del balneario de Atlántida. En marzo de 2019, Los Olimareños realizaron un concierto en el Antel Arena. Un mes después se presentaron en la Semana de la Cerveza en Paysandú.
En 2009, fue declarado ciudadano ilustre de Montevideo.

## Fallecimiento
Murió el 13 de junio de 2024 luego de una lucha contra el cáncer. Según informa su familia, Pepe pudo superar el cáncer pero su cuerpo quedó muy debilitado debido a los intensos tratamientos a los cuales tuvo que someterse. 
Sus restos fueron esparcidos en Treinta y Tres, en el Río Olimar y también en el arroyo Yerbal.

## Discografía

### Los Olimareños
- Véase: Anexo:Discografía de Los Olimareños

### Solista
- Ta llorando (Sondor, 1977)
- Conversando con el tango (1982)
- De chamuyo con el tango (Canto Libre, 1988)
- La voz de Pepe Guerra (Orfeo, 1990)
- Verde esperanza (Orfeo, 1992)
- El tango, la milonga (Sondor, 1993)
- El que siembra su maíz (Ayuí / Tacuabé, 1995)
- Corazón del sur (Ayuí / Tacuabé, 1999)
- Gardel Posta Posta (junto a Vera Sienra y Pablo Estramín. 2002)
- La canción de nosotros (Ayuí / Tacuabé, 2007)
- 40 años (en vivo, 2017)

### DVD
- La canción de nosotros (Ayuí / Tacuabé, 2007)